# 君臣佐使
君臣佐使（くんしんさし）とは、漢方医学または本草学で生薬をその役割から4つに分類する考え方。

## 概説
漢方薬に配合された生薬を、それぞれの役割から君薬（くんやく）、臣薬（しんやく）、佐薬（さやく）、使薬（しやく）の4つに分類する。
- 君薬：作用の中心的役割を果たす
- 臣薬：君薬に次いで重要な作用を果たす
- 佐薬：合併症を治療したり、君薬の毒性を抑えたりすることで、君薬を助ける役割を果たす[2]
- 使薬：君薬、臣薬、佐薬の作用を調和するなど補助的役割を果たす[2]